# 550 매디슨 애비뉴
550 매디슨 애비뉴(영어: 550 Madison Avenue)은 뉴욕 맨해튼에 있는 마천루이다. 소니의 북미 사업을 총괄하는 소니 코퍼레이션 오브 아메리카의 본사가 입주해 있었으나 2013년 매각후 2016년까지 임대해 사용하다 현재는 이전했다. 예전에 AT&T사가 입주하여 AT&T 빌딩(AT&T Building)이었던적도 있다.

## 같이 보기
- 뉴욕의 마천루 목록
- AT&T 코퍼레이트 센터
- 소니 빌딩 (도쿄도)